# Pentacalia candelaria
Pentacalia candelaria là một loài thực vật có hoa trong họ Cúc. Loài này được (Benth. ex Oersted) H.Rob. & Cuatrec. mô tả khoa học đầu tiên năm 1978.